# Różnica zdarzeń
Różnica zdarzeń – zdarzenie losowe polegające na tym, że zaszło zdarzenie {\displaystyle A,} jednak nie zaszło zdarzenie {\displaystyle B.} Różnica zdarzeń jest oznaczana symbolami {\displaystyle A\setminus B} oraz {\displaystyle A-B,\ A|B.}

## Własności
W przestrzeni probabilistycznej {\displaystyle (\Omega ,{\mathcal {F}},P)} dla dowolnych zdarzeń {\displaystyle A,B\in {\mathcal {F}}} prawdziwe są następujące twierdzenia:
- {\displaystyle A\setminus B\in {\mathcal {F}},}
- {\displaystyle P(A\setminus B)=P(A)-P(A\cap B).}